# Conus kalafuti
Espèce
Statut de conservation UICN

 LC  : Préoccupation mineure
Conus kalafuti est une espèce de mollusques gastéropodes marins de la famille des Conidae.
Comme toutes les espèces du genre Conus, ces escargots sont prédateurs et venimeux. Ils sont capables de « piquer » les humains et doivent donc être manipulés avec précaution, voire pas du tout.

## Distribution
Cette espèce marine est présente dans la mer des Caraïbes au large du Belize et du Honduras.

### Niveau de risque d’extinction de l’espèce
Selon l'analyse de l'UICN réalisée en 2011 pour la définition du niveau de risque d'extinction, cette espèce est présente du sud du Belize au sud du Honduras. Il n'y a pas de menaces connues. Cette espèce est une préoccupation mineure.

## Taxonomie

### Publication originale
L'espèce Conus kalafuti a été décrite pour la première fois en 1987 par le malacologiste américain Antonio José da Motta (1913-2003) dans la publication intitulée « Publicações Ocasionais da Sociedade Portuguesa de Malacologia »,.

### Synonymes
- Conus (Dauciconus) kalafuti da Motta, 1987 · appellation alternative
- Purpuriconus kalafuti (da Motta, 1987) · non accepté